# Вольперт, Амиэль Рафаилович
Амиэ́ль Рафаи́лович Во́льперт (13 июля 1907, Астрахань — 1988) — советский учёный в области антенн и радиотехники. Один из известнейших радиоспециалистов ещё с довоенных времен. Работал в разных областях радиотехники.
Наиболее известный его труд посвящён расчёту режима работы в длинных линиях (диаграмма Вольперта — Смита).

## Биография
Родился в Астрахани.
Работал последовательно в организованном в 1935 году НИИ-9 НКТП СССР (ныне это Физико-технический институт имени А. Ф. Иоффе РАН), Яузском радиотехническом институте (НИИ-ЯРТИ), ранее Научно-исследовательский институт (НИИ-244) Министерства радиотехнической промышленности СССР, с 1971 года Всесоюзный НИИ радиотехники (ВНИИРТ).
Последние 35 лет занимал должность начальника антенного отдела ВНИИРТ и был заместителем главного конструктора по антенно-волноводно-фидерным системам. Участвовал в разработке и создании как первых, так и современных военных РЛС наземного, авиационного и корабельного базирования.
Трагически погиб, попав под автомашину возле своего дома накануне 80-летия.

## Вклад в науку
Расчет режима работы в длинных линиях (Диаграмма Вольперта — Смита).

## Премии и достижения
- Сталинская премия третьей степени (1946) — за создание нового типа радиоаппаратуры (самолетная РЛС метрового диапазона Гнейс-2)
- орден Трудового Красного Знамени
- орден «Знак Почёта»
- медали

## Работы
- Вольперт А. Р., Номограмма для расчета длинных линий, «Производственно-технический бюллетень» НК.ЭП, Ленинград, 1940, № 2.
- Вольперт А. Р. О фазовом центре антенн // Радиотехника. 1961. Т. 16. № 3. С. 3-12.